# SK Hanácká Slavia Kroměříž
SK Hanácká Slavia Kroměříž is een Tsjechische voetbalclub uit de Moravische stad Kroměříž.

## Geschiedenis
De club is in 1919 opgerichten speelt in de MSFL, het derde niveau in het Tsjechische voetbal.  In 1941 fuseerde de club met SK Hanácká Sparta Kroměříž.

## Naamsveranderingen
- 1919 – opgericht als SK Hanácká Slavia Kroměříž (Sportovní klub Hanácká Slavia Kroměříž)
- 1953 – DSO Spartak Kroměříž (Dobrovolná sportovní organisace Spartak Kroměříž)
- 1958 – TJ Slavia Kroměříž (Tělovýchovná jednota Slavia Kroměříž)
- 1991 – SK Hanácká Slavia Kroměříž (Sportovní klub Hanácká Slavia Kroměříž)

## Bekende (oud-)spelers
- Lukáš Bajer
- Tomáš Josl
- Radek Petr